# Romeins theater van Fiesole
Het Romeinse theater van Fiesole is een antiek theater in het Italiaanse Fiesole.
De antieke stad Faesulae was oorspronkelijk een Etruskische stad, maar werd in 283 v.Chr. door de Romeinen veroverd. In de 1e eeuw v.Chr. maakte Lucius Cornelius Sulla de stad tot een colonia voor zijn veteranen. In deze tijd werd ook het theater gebouwd. Tijdens de regering van de keizers Claudius en Septimius Severus werd het gebouw vergroot en verfraaid.
Het theater werd tegen de helling van een heuvel gebouwd, zodat de zitplaatsen van de cavea eenvoudig op de aflopende heuvel geplaatst konden worden. De cavea bestond uit concentrische half-cirkelvormige rijen van stenen banken, met radiaal lopende trappartijen. Het podiumgebouw waar de acteurs optraden, stond direct tegen de cavea aan gebouwd. De cavea had een diameter van 34 meter en bood plaats aan ongeveer 3000 toeschouwers.
Het theater is slechts gedeeltelijk bewaard gebleven. De bovenste rijen van de tribune zijn afgebroken en van het podiumgebouw resteren slechts de fundamenten. Het theater wordt in de zomermaanden gebruikt voor opera-uitvoeringen.

## Bron
- Vertaald van de Italiaanstalige Wikipedia: it:Area archeologica di Fiesole